# Sebastián Elorza Uría
Sebastián Elorza Uría (Azkoitia, 17 de gener de 1940) va ser un ciclista basc, que fou professional entre 1962 i 1971. En aquests anys aconseguí 8 victòries, sent les més importants a la Bicicleta Eibarresa de 1965 i el Circuit de Getxo de 1964.

## Palmarès
- 1962
  - Vencedor d'una etapa al Circuito Montañés
  - 1r a la Clàssica d'Ordizia
- 1963
  - 1r a la Volta al Baztán
- 1964
  - 1r al Circuit de Getxo
  - Vencedor d'una etapa a la Volta a Llevant
- 1965
  - 1r a la Bicicleta Eibarresa i vencedor d'una etapa
- 1969
  - Vencedor d'una etapa a la Volta a La Rioja

### Resultats a la Volta a Espanya
- 1963. 20è de la classificació general
- 1964. 11è de la classificació general
- 1965. 17è de la classificació general
- 1966. 11è de la classificació general
- 1968. 25è de la classificació general

### Resultats al Tour de França
- 1963. 36è de la classificació general
- 1964. 23è de la classificació general
- 1965. 26è de la classificació general
- 1966. 31è de la classificació general
- 1967. Abandona (12a etapa)
- 1966. 38è de la classificació general

### Resultats al Giro d'Itàlia
- 1967. 45è de la classificació general